# Teknisk substitutionskvot
Den tekniska substitutionskvoten (TRS från engelskans "technical rate of substitution") visar hur mycket användandet av en insatsvara måste minska ({\displaystyle -\Delta x_{2}}) när användandet av en annan insatsvara ökar med en extra enhet ({\displaystyle \Delta x_{1}=1}), utan att den totala produktionen blir mindre ({\displaystyle y={\bar {y}}}).
{\displaystyle TRS(x_{1},x_{2})=-{\frac {\Delta x_{2}}{\Delta x_{1}}}={\frac {MP_{1}}{MP_{2}}}}
där {\displaystyle MP_{1}} och {\displaystyle MP_{2}} är marginalprodukten av insatsvara 1 och insatsvara 2, och {\displaystyle TRS(x_{1},x_{2})}  är den tekniska substitutionskvoten för {\displaystyle x_{1}} med avseende på {\displaystyle x_{2}}.